# Liberty Lake
Liberty Lake és una població dels Estats Units a l'estat de Washington. Segons el cens del 2000 tenia 4.660 habitants.

## Demografia
Segons el cens del 2000, Liberty Lake tenia 4.660 habitants, 1.771 habitatges, i 1.347 famílies. La densitat de població era de 421,4 habitants per km².
Dels 1.771 habitatges en un 39,6% hi vivien nens de menys de 18 anys, en un 68,4% hi vivien parelles casades, en un 5,3% dones solteres, i en un 23,9% no eren unitats familiars. En el 19,7% dels habitatges hi vivien persones soles el 4,7% de les quals corresponia a persones de 65 anys o més que vivien soles. El nombre mitjà de persones vivint en cada habitatge era de 2,63 i el nombre mitjà de persones que vivien en cada família era de 3,05.
Per edats la població es repartia de la següent manera: un 29,1% tenia menys de 18 anys, un 4,8% entre 18 i 24, un 33,1% entre 25 i 44, un 24,7% de 45 a 60 i un 8,4% 65 anys o més.
L'edat mediana era de 36 anys. Per cada 100 dones de 18 o més anys hi havia 94,8 homes.
La renda mediana per habitatge era de 60.854 $ i la renda mediana per família de 66.985 $. Els homes tenien una renda mediana de 57.425 $ mentre que les dones 30.828 $. La renda per capita de la població era de 29.105 $. Aproximadament l'1,3% de les famílies i el 3,2% de la població estaven per davall del llindar de pobresa.

## Poblacions més properes
El següent diagrama mostra les poblacions més properes.